# Otuzco (distrito)
Otuzco é um distrito do Peru, departamento de La Libertad, localizada na província de Otuzco.

## Transporte
O distrito de Otuzco é servido pela seguinte rodovia:
- PE-10A, que liga o distrito de Quiruvilca à cidade de Trujillo (distrito)
- LI-105, que liga o distrito de Simbal à cidade de Chicama
- LI-112, que liga o distrito de Charat à cidade de Cascas
- LI-114, que liga o distrito à cidade de Huamachuco [1][2][3]